# Cannock Hockey Club
Cannock Hockey Club is een hockeyclub uit de Engelse plaats Cannock. De club organiseerde in 2006 de Europacup I.